# Amegilla tetrataeniata
Amegilla tetrataeniata es una especie de abeja excavadora perteneciente al género Amegilla, categorizada en la tribu Anthophorini, de la subfamilia Apinae.
Fue descrita científicamente por el entomólogo italiano Giovanni Gribodo en 1894. Aparece registrada y publicada en una sección de Bollettino Della Società Entomologica Italiana, Vol. 26 de 1894.

## Distribución
La especie se distribuye por Asia, en Indonesia, en la isla de Timor.